# Alen Kobilica
Alen Kobilica, slovenski maneken, športnik, podjetnik in motivacijski govornik * 30. avgust 1970, Koper.
Alen Kobilica se je rodil v Kopru staršema Zmagi (rojena Ždrnja) in Vladu. Otroštvo je preživel v Ljubljani, kjer se je tudi šolal na osnovni šoli Koseze. Diplomiral je na fakulteti za šport, kot profesor športa. 
Z modo se je profesionalno pričel ukvarjati v tujini leta 1996. Leta 2009 je po neuspeli operaciji izgubil vid in je oslepel.  Je lastnik agencije Alen Kobilica models, ustanovitelj centra Vidim cilj in soustanovitelj podjetja Organika plus z lastno blagovno znamko rastlinskih sladoledov.
Predsednik Republike Slovenije Borut Pahor mu je leta 2016 podelil Jabolko navdiha.

## Paratriatlon
Od leta 2013 se kot slepi športnik ukvarja s paratriatlonom. 
Uspehi: tri zmage v svetovnem pokalu, naslov evropskega podprvaka, 4. mesto na svetovnem prvenstvu leta 2016. 